# Braga (Rio Grande do Sul)
Pour les articles homonymes, voir Braga (homonymie).
Braga est une municipalité brésilienne de l'État du Rio Grande do Sul dans la Microrégion de Três Passos.